# Галушка Олександр Іванович

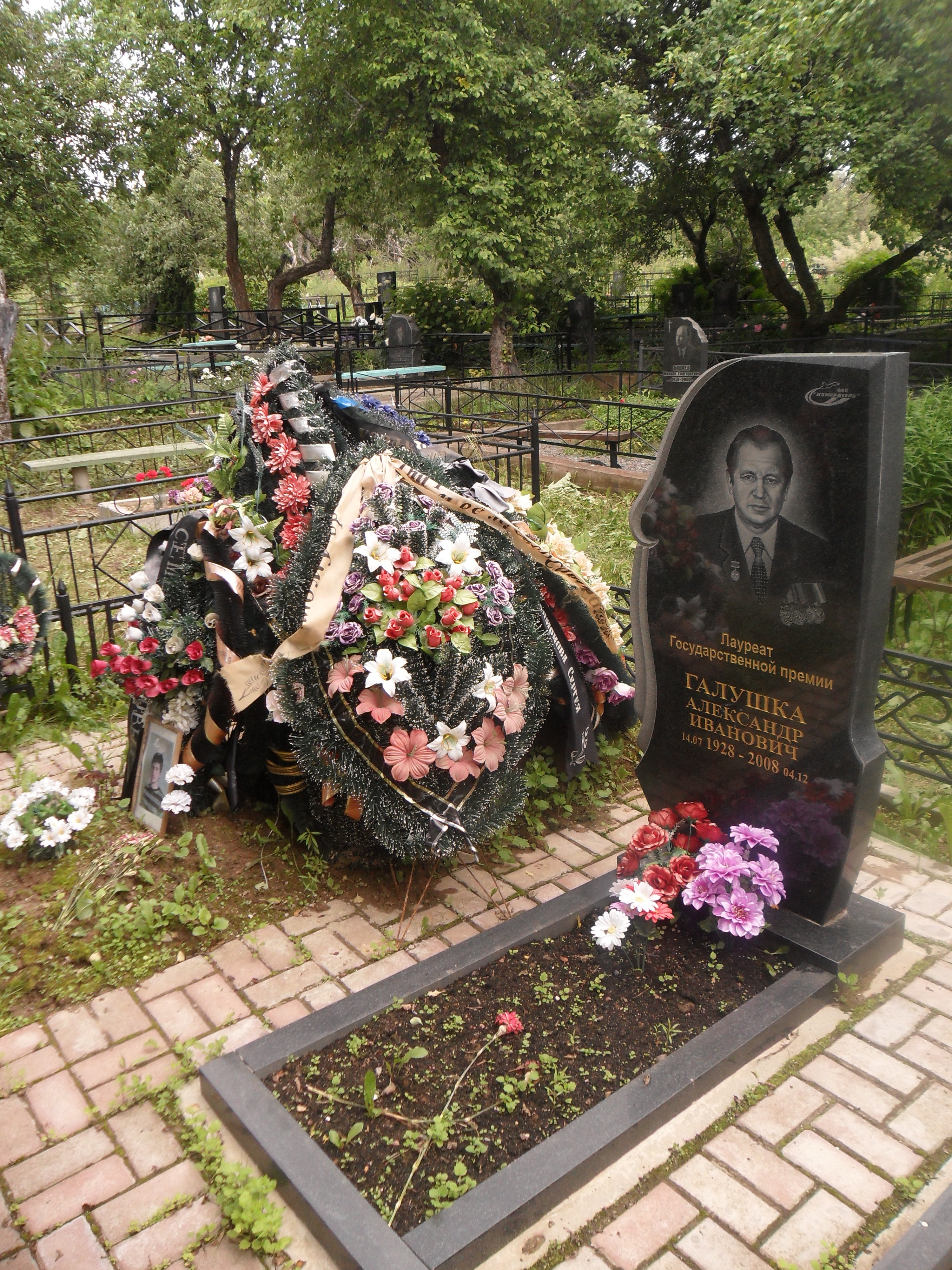
Могила О. Галушки на Одинцовському кладовищі Смоленська.

Олександр Іванович Галушка (14 липня 1928, село Зимовенька, Курська губернія — 4 грудня 2008, Смоленськ) — промисловий діяч — лауреат Державної премії СРСР (1982).

## Життєпис
Олександр Галушка народився 14 липня 1928 року у селі Зимовенька (нині — у складі Белянського сільського поселення, Шебекінський район, Бєлгородська область). У 1953 закінчив Харківський авіаційний інститут, після чого за розподілом направлений у Смоленськ. У 1953—1960 роках працював на Смоленському авіаційному заводі, був майстром цеху, інженером-конструктором, заступником начальника серійно-конструкторського відділу. У 1960—1965 роках працював на різних смоленських підприємствах.
З 1965 року Галушка керував у Смоленську заводом «Измеритель», що виробляє прилади для авіаційної техніки. При ньому була створена потужна соціальна база заводу. В 1982 році Галушці присуджена Державна премія СРСР у галузі науки і техніки. В 1991 році звільнився з посади директора заводу «Измеритель», але залишився його почесним директором.
Померти 4 грудня 2008 року, похований на Одинцовському кладовищі Смоленська.
Також нагороджений двома орденами Трудового Червоного Прапора і низкою медалей.